# Manuel María de Azofra y Sáenz de Tejada
Manuel María de Azofra y Sáenz de Tejada (Torrecilla en Cameros, La Rioja, febrer de 1813 - 6 de març de 1879) fou un arquitecte i enginyer espanyol, acadèmic de la Reial Acadèmia de Ciències Exactes, Físiques i Naturals.

## Biografia
En 1824 es traslladà a Madrid, d'on era originari i hi vivia el seu pare. Estudià a l'Institut San Isidro de Madrid i el 1830 matemàtiques i arquitectures a la Reial Acadèmia de Belles Arts de Sant Ferran. En 1834 és nomenat catedràtic d'aritmètica, geometria, mecànica i delineació a València, on en 1842 fou catedràtic de matemàtiques a la Universitat de València. En 1844 fou nomenat arquitecte inspector de l'ajuntament de València. En 1846 és nomenat director del Conservatori d'Arts de Madrid i inspector del ferrocarril d'Aranjuez, en 1848 professor de mecànica de l'Escola Especial d'Arquitectura i en 1851 catedràtic de mecànica i tecnologia industrial al Reial Institut Industrial de Madrid, del que en fou nomenat director de 1854 a 1858. En 1857 va participar en les obres de construcció de l'Observatori Astronòmic de Madrid i en 1858 Arquitecte Major d'Hisenda. Es va jubilar en 1866. Des de 1856 va ser membre del Reial Consell d'Agricultura, Indústria i Comerç.
En 1863 fou escollit acadèmic de la Reial Acadèmia de Ciències Exactes, Físiques i Naturals, en la qual ingressà en 1865 amb el discurs Motores aplicables a la industria.